# 盧吉道27號

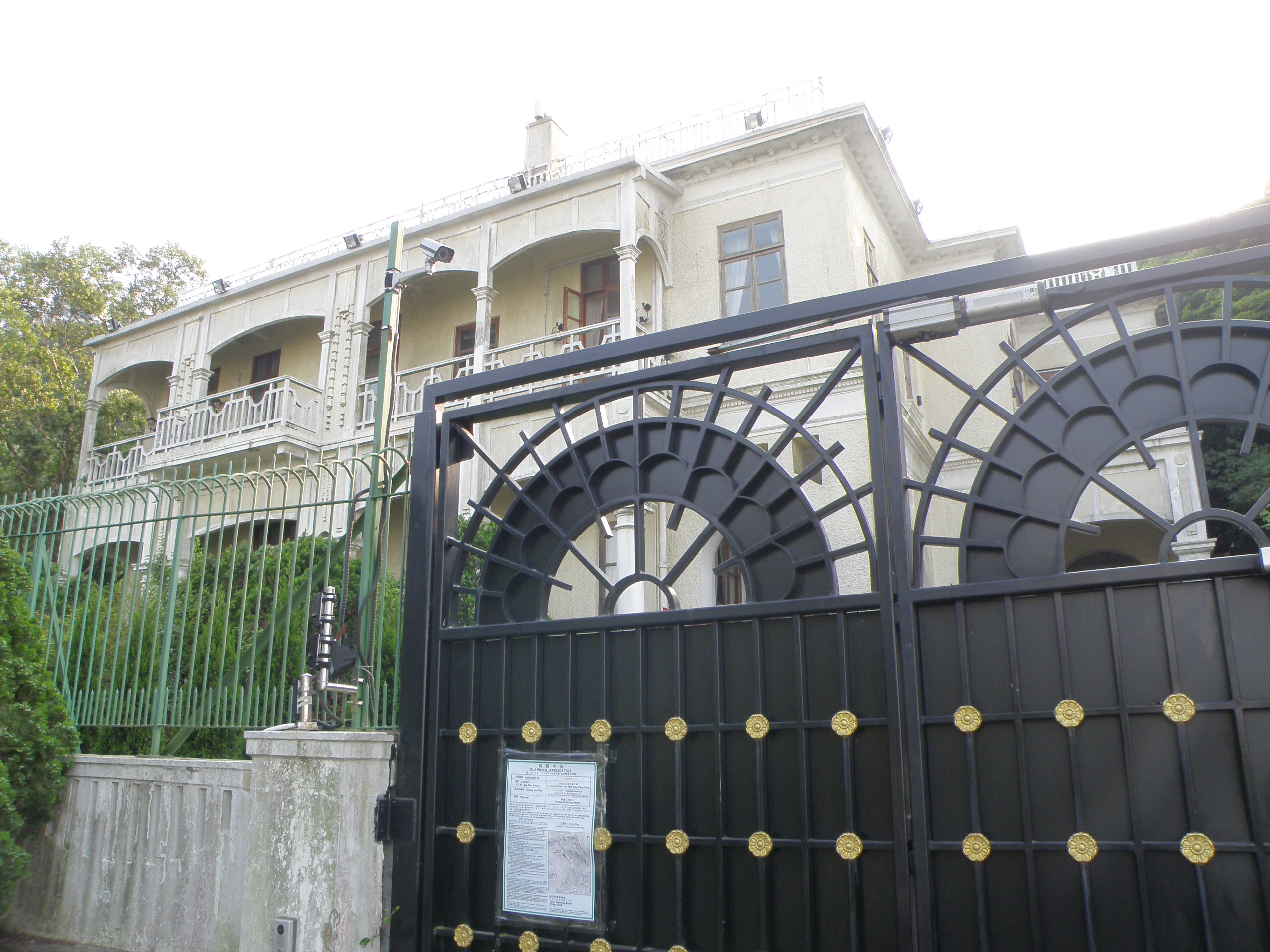
盧吉道27號

盧吉道27號（英語：27 Lugard Road），是一座位於香港香港島太平山薄扶林郊野公園盧吉道27號的古典大宅。
大宅於1916年建成，屬於愛德華時代建築。2013年曾被評級為香港二級歷史建築，再於2016年升格爲一級歷史建築。

## 歷史
盧吉道27號原本由巴馬丹拿建築樓合夥人濮霞拔設計及興建，供其自住，其後大宅業權曾易手5次。
1999至2012年間，有一位名叫姚吉甫的醫生曾經入住這幢大宅，而大宅早於1997至1998年由姚醫生的親戚買入。
2013年出售予御冠有限公司，公司其後向城市規劃委員會申請提高地積比率，建議將其活化及加建兩幢樓高2至3層為別墅式酒店，提供17間房間及廂房，成為山頂區首座古蹟精品酒店。
2018年2月6日，盧吉道27號屋地以公司股權轉讓形式易手，消息指，涉及交易金額約7.1億元。投資者持貨約6年帳面獲利約3.26億元離場，期內升幅約85%。

## 建築
盧吉道27號採取古典主義建築設計，外牆為全白色，下層設有樑柱，客廳設有壁爐，房間附有露台，從該處能夠飽覽維多利亞港的景色。大宅內則設有游泳池，充滿英國式豪宅氣派。
1981年香港會會所大廈重建期間，當時大宅業主 Robert Lusher 就買下會所木製樓梯，在大宅內重置。

## 保育爭議

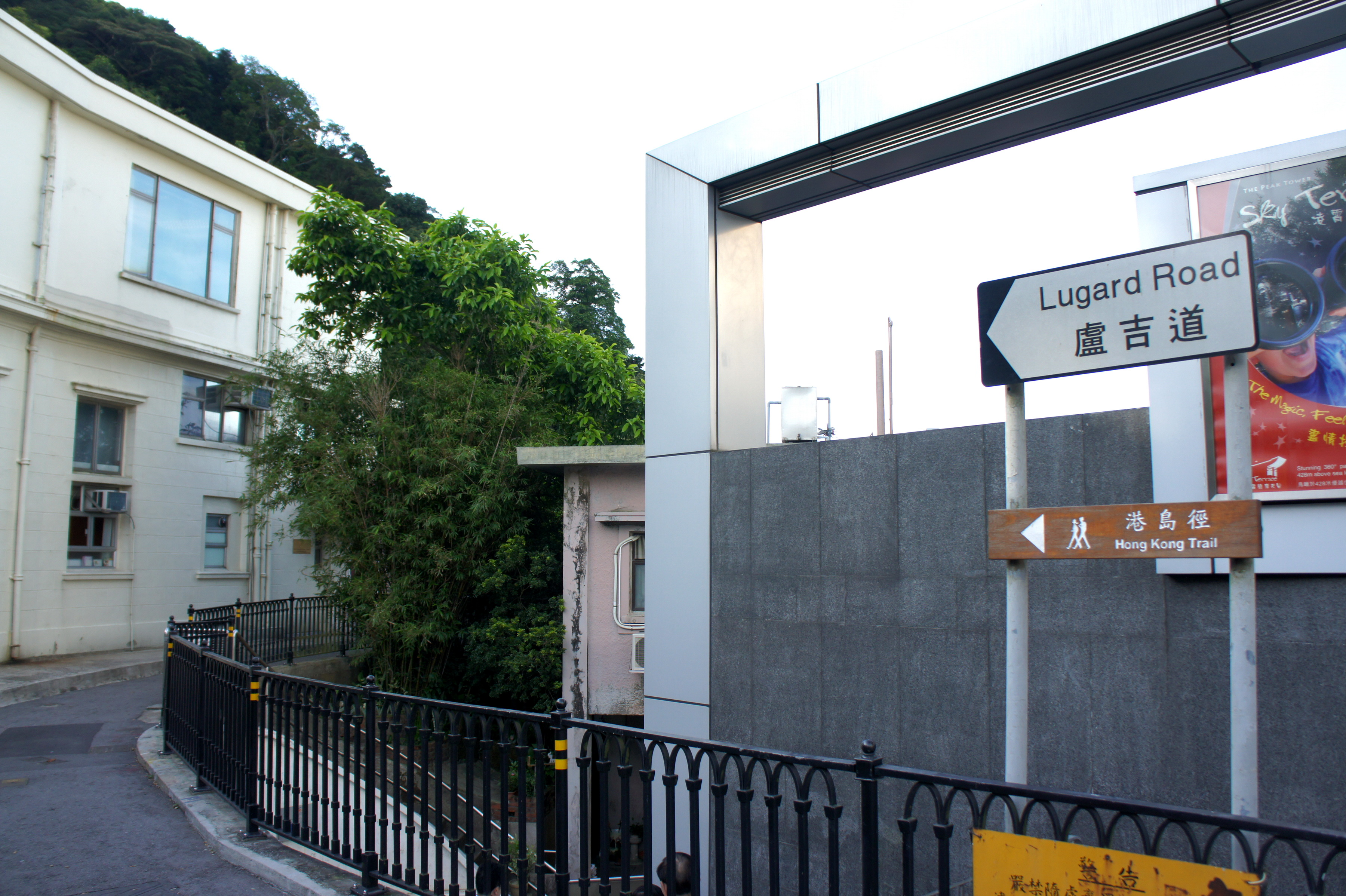
通往大宅的道路

不過盧吉道的路面狹窄，路闊只約兩米，同一時間僅足以一輛小型車輛駛過，有公眾擔心酒店建成後，其吸引的車流將會為行人帶來危險、剝奪輪椅和嬰兒車使用有關行山徑的權益及工程對鄰近大自然環境的破壞。中西區區議會於2013年10月10日通過由山頂區議員陳浩濂提出的反對盧吉道酒店發展動議；同月月中，陳浩濂發起簽名運動反對有關計劃，於一週內收集獲逾萬市民簽名；同月20日，他發起大遊行，約300名市民響應參與。2015年4月8日，16名中西區區議員趁就上述工程的公眾諮詢期屆滿，聯署向城市規劃委員會表態反對；而陳浩濂則聯同約10名市民在北角政府合署遞交聯署信，以反對有關計劃。同月17日早上，美港聯盟數名成員在北角政府合署請願，促請否決發展商的申請。

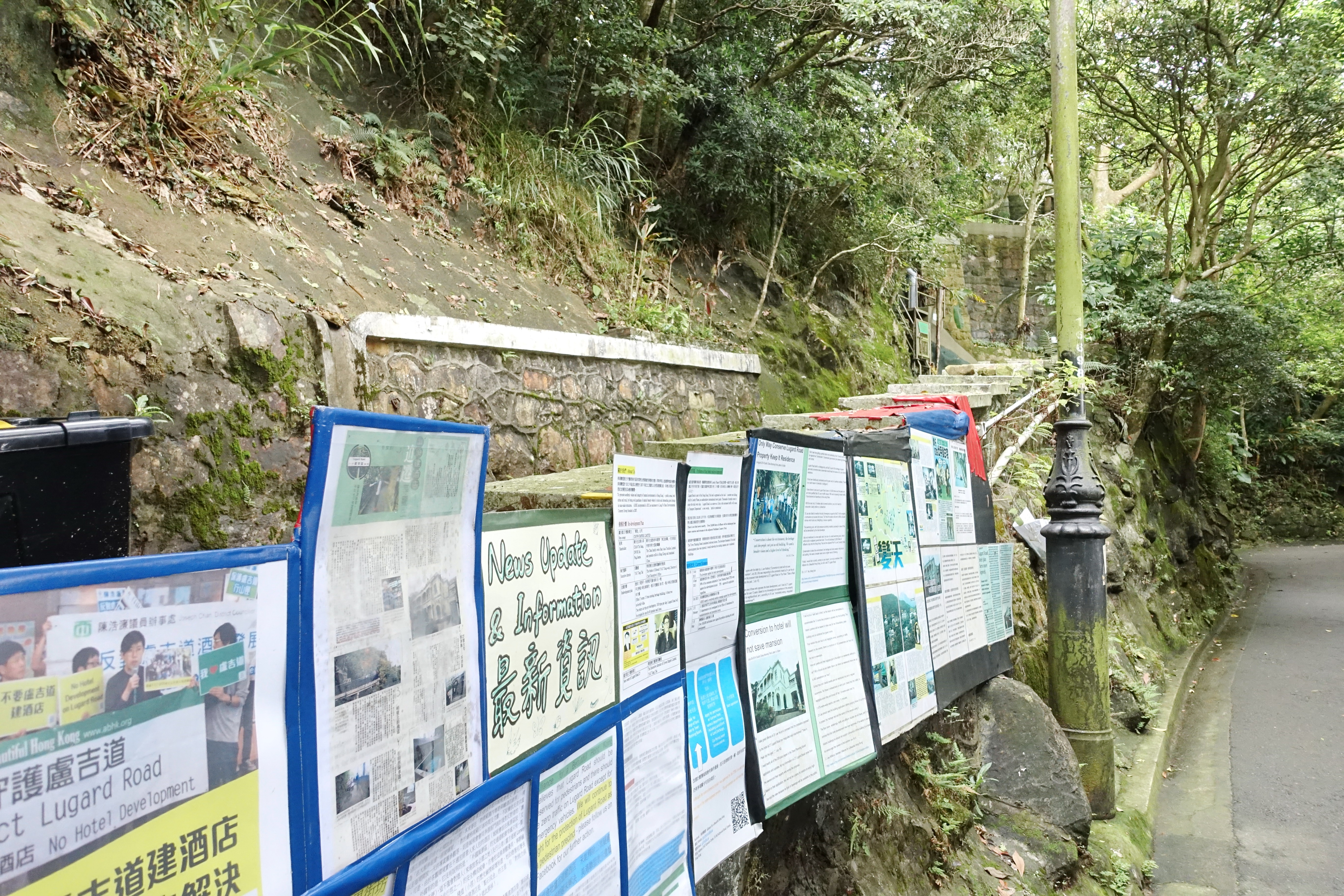
大宅前張貼著反對改建為酒店的資訊

2015年4月17日下午，城市規劃委員會經過審議後，一致同意在附帶11項條款下通過項目的改劃申請。城市規劃委員會發言人任雅薇表示，有關條款包括每日朝9晚7禁止發展商用作接載客人的小型電動車輛行駛，其餘時段發展商亦只能夠每小時兩次單次行駛，而酒店所選用的車輛亦必須獲得運輸署同意。至於排污系統方面，城市規劃委員會接納了環境保護署的意見，認為發展商所採用的排污設施已經達到牌照要求，不過城市規劃委員會仍然規定酒店不能夠提供餐飲或者洗衣服務，其他條款亦每週最少一次提供免費導賞團服務等。如果發展發展商違反有關條款，城市規劃委員會將會撤銷其規劃批准。美港聯盟行政總監羅雅寧對城市規劃委員會有條件地通過發展商的申請表示保留，因為運輸署未研究盧吉道早上及黃昏時段的交通流量，她表明正研究作進一步行動。陳浩濂則對有關決定失望，指出晨運時間及夜間均有不少市民在盧吉道跑步，大宅改建酒店後增加的車流會威脅到行人的安全。而御冠有限公司於同月20日透過公共關係公司發表聲明，表示不能夠接受有關的附加條款，對於城市規劃委員會的決定表示遺憾，認為有關附加條款令到酒店難以有效經營，例如每日朝9晚7禁止酒店用作接載客人的小型電動車輛行駛，意味著酒店在該時段內不能夠作出任何補給，而行動不便的旅客亦不能夠在該時段進出酒店；酒店不能夠提供餐飲服務，即旅客只能夠自備飲品。就此種種，最終或者需要放棄酒店以及保育計劃。聲明中又指出，盧吉道是唯一一條通往酒店的道路，過往業主沿用該段路面行車屬於不爭事實，認為城市規劃委員會考慮公眾享用該段路的同時，亦應該保障作為業主的申請人行車出入該段路面的便利和權利，限制酒店車輛每日朝9晚7禁止使用道路實在極不合理。對於聲明，美港聯盟行政總監羅雅寧呼籲業主考慮其他保育方案，包括研究將住宅更改為博物館。
2016年12月8日，業主反映改作文物酒店經營上會有困難，擬放棄計劃，業主更主動向古諮會提出要將物業的歷史評級提升為一級，最終古諮會在無反對下通過將大宅列為一級歷史建築。由於現時換地機制只適用於保育一級歷史建築，有人估計業主或借提升評級以參與換地計劃。